# Canton de Nogent-le-Roi
Le canton de Nogent-le-Roi est une ancienne division administrative française située dans le département d'Eure-et-Loir et la région Centre-Val de Loire.

## Géographie
Ce canton était organisé autour de Nogent-le-Roi dans l'arrondissement de Dreux. Son altitude variait de 80 m (Villemeux-sur-Eure) à 176 m (Le Boullay-Thierry) pour une altitude moyenne de 118 m.

## Représentation

### Conseillers généraux de 1833 à 2015
| Période | Période          | Identité                      | Étiquette                    | Qualité |
| ------- | ---------------- | ----------------------------- | ---------------------------- | --- |
| 1833    | 1845             | Louis Bonnet                  |                              | Propriétaire à Chartres                                                                                            |
| 1845    | 1861             | Pierre Normand                | Majorité dynastique          | Colonel d'artillerie retraité à Nogent-le-Roi Député d'Eure-et-Loir (1852-1863)                                    |
| 1861    | 1894 (décès)     | Eugène Mesquite               | Droite                       | Collaborateur du Baron Haussmann Maire de Nogent-le-Roi                                                            |
| 1895    | 1901             | Abel Trillon                  | Républicain                  | Minotier - Maire de Bréchamps                                                                                      |
| 1901    | 1925             | Léon Constant Loison          | Rad.                         | Cultivateur à Coulombs, maire de Lumeau                                                                            |
| 1925    | 1931             | Henri Lemouettre              | RG                           | Maire de Nogent-le-Roi                                                                                             |
| 1931    | 1937 (décès)     | Georges Bled (1872-1937)      | Rad.                         | Ancien instituteur à Nogent-le-Roi, conseiller d'arrondissement                                                    |
| 1937    | 1940             | Louis Huveau                  | Rad.                         | Agriculteur - Maire de Chaudon                                                                                     |
|         |                  |                               |                              | |
| 1945    | 1951             | Noël Huveau                   | Rad.                         | Cultivateur - Maire de Chaudon (1937-1953)                                                                         |
| 1951    | 1970             | Arthur Alexandre Chaise       | Rad.                         | Notaire, conseiller municipal de Nogent-le-Roi                                                                     |
| 1970    | 1980 (démission) | Edmond Thorailler (1911-2004) | UDR                          | Notaire - Député d'Eure-et-Loir (1958-1967 et 1968-1973) maire de Nogent-le-Roi (1971-1980)                        |
| 1980    | 1994             | Michel Beaujouan              | DVD                          | Notaire Maire de Nogent-le-Roi                                                                                     |
| 1994    | 2015             | Jean-Paul Mallet              | SE (Majorité départementale) | Enseignant Maire de Nogent-le-Roi Président de la commission Transports et déplacements urbains du Conseil Général |

### Conseillers d'arrondissement (de 1833 à 1940)
Le canton de Nogent-le-Roi avait deux conseillers d'arrondissement. 
| Période                                  | Période      | Identité                               | Étiquette           | Qualité |
| ---------------------------------------- | ------------ | -------------------------------------- | ------------------- | --- |
| 1833                                     | 1848         | Armand Rémy Paul Percheron (1785-1870) |                     | Adjoint au maire, puis maire de Nogent-le-Roi                                                               |
|                                          |              |                                        |                     | |
|                                          | 1885 (décès) | M. Baron                               |                     | |
| 1885                                     | 1888 (décès) | M. Renard                              |                     | |
|                                          |              |                                        |                     | |
| 30 déc. 1906                             |              | M. Avard                               |                     | |
|                                          |              |                                        |                     | |
| 1919                                     | 1925         | Jacques Benoist                        | Gauche démocratique | Agriculteur, ingénieur agronome, maire de Boutigny, Sénateur (1933-1939)                                    |
| 1919                                     | 1925         | Henri Rousseau                         |                     | Négociant                                                                                                   |
| 1925                                     | 1931         | Georges Bled                           | Radical             | Instituteur à Coulombs                                                                                      |
| 1925                                     | 1940         | Maurice Huet                           |                     | Négociant, conseiller municipal de Nogent-le-Roi                                                            |
| 1934                                     | 1940         | Henri Bonnet                           |                     | Cultivateur, conseiller municipal de Croisilles                                                             |
| 1940                                     |              |                                        |                     | Les conseils d'arrondissement ont été suspendus par la loi du 12 octobre 1940 et n'ont jamais été réactivés |
| Les données manquantes sont à compléter. |              |                                        |                     | |

## Composition
Le canton de Nogent-le-Roi regroupait dix-huit communes et comptait 17 821 habitants (recensement de 2011).
| Communes                | Population (2012) | Code postal | Code Insee |
| ----------------------- | ----------------- | ----------- | ---------- |
| Le Boullay-Mivoye       | 440               | 28210       | 28054      |
| Le Boullay-Thierry      | 582               | 28210       | 28055      |
| Boutigny-Prouais        | 1 849             | 28410       | 28056      |
| Bréchamps               | 327               | 28210       | 28058      |
| Chaudon                 | 1 640             | 28210       | 28094      |
| Coulombs                | 1 467             | 28210       | 28113      |
| Croisilles              | 468               | 28210       | 28118      |
| Faverolles              | 912               | 28210       | 28146      |
| Lormaye                 | 647               | 28210       | 28213      |
| Néron                   | 603               | 28210       | 28275      |
| Nogent-le-Roi           | 4 172             | 28210       | 28279      |
| Ormoy                   | 248               | 28210       | 28289      |
| Les Pinthières          | 187               | 28210       | 28299      |
| Saint-Laurent-la-Gâtine | 447               | 28210       | 28343      |
| Saint-Lucien            | 243               | 28210       | 28349      |
| Senantes                | 612               | 28210       | 28372      |
| Villemeux-sur-Eure      | 1 625             | 28210       | 28415      |
| Villiers-le-Morhier     | 1 352             | 28130       | 28417      |

## Démographie
| 1962  | 1968  | 1975  | 1982   | 1990   | 1999   | 2006   | 2011   | 2012   |
| ----- | ----- | ----- | ------ | ------ | ------ | ------ | ------ | ------ |
| 8 092 | 8 257 | 9 287 | 11 818 | 14 350 | 15 960 | 16 929 | 17 821 | 17 856 |